# After : Chapitre 4
Série After
After : Chapitre 3
(2021) After : Chapitre 5
(2023)
Pour plus de détails, voir Fiche technique et Distribution.
After : Chapitre 4 (After Ever Happy, au Québec After : L'Éternité) est un film américain réalisé par Castille Landon, sorti en 2022, et l'avant-dernier film de la franchise éponyme.

## Synopsis
Hardin est troublé par la révélation de l'identité de son père. Tessa le retrouve, alcoolisé, en train de mettre le feu à la maison de Trish.

## Fiche technique
- Titre : After : Chapitre 4
- Titre original : After Ever Happy
- Titre québécois : After : L'Éternité
- Réalisation : Castille Landon (en)
- Scénario : Sharon Soboil d'après le roman After, saison 4 d'Anna Todd
- Musique : George Kallis
- Photographie : Rob Givens et Joshua Reis
- Montage : Morgan Halsey
- Production : Mark Canton, Nicolas Chartier, Jonathan Deckter, Hero Fiennes-Tiffin, Jennifer Gibgot, Aron Levitz et Brian Pitt
- Société de production : CalMaple et Wattpad
- Pays :  États-Unis
- Genre : Drame et romance
- Durée : 95 minutes
- Dates de sortie : 
  - Royaume-Uni : 10 août 2022 (Londres)
  - France : 23 septembre 2022 (Prime Vidéo)

## Distribution
- Josephine Langford (VF : Maryne Bertieaux ; VQ : Ludivine Reding) : Tessa
- Hero Fiennes-Tiffin (VF : Gauthier Battoue ; VQ : Alexandre Bacon) : Hardin
  - Franklyn Kendrick (VF : Faustine Legrand) : Hardin enfant
- Louise Lombard (VF : Marjorie Frantz): Trish
- Chance Perdomo (VF : Simon Koukissa-Barney ; VQ : Nicolas Bacon) : Landon
- Rob Estes (VF : Maurice Decoster) : Ken
- Arielle Kebbel (VF : Audrey Sourdive): Kimberly
- Stephen Moyer (VQ : Patrick Chouinard) : Christian Vance
- Mira Sorvino : Carol
- Frances Turner (VF : Jacky Tavernier) : Karen
- Kiana Madeira : Nora
- Carter Jenkins (VF : Juan Llorca) : Robert
- Atanas Srebrev (de) : Richard
- Anton Kottas (VF : Faustine Legrand) : Smith
- Emmanuel Todorov : Mike

 Source et légende : version française (VF) sur RS Doublage

## Accueil

### Box-office
Le film a rapporté 19 155 062 de dollars au box-office.